# Општина Тодирешти (Сучава)
Тодирешти (рум. Todireşti) општина је у Румунији у округу Сучава.
Oпштина се налази на надморској висини од 385 m.